# (3904) Honda
(3904) Honda (1988 DQ) – planetoida z pasa głównego asteroid okrążająca Słońce w ciągu 4,09 lat w średniej odległości 2,56 j.a. Odkryta 22 lutego 1988 roku.